# NGC 144
NGC 144 é uma galáxia espiral (Sc) localizada na direcção da constelação de Cetus. Possui uma declinação de -22° 38' 46" e uma ascensão recta de 0 horas, 31 minutos e 20,7 segundos.
A galáxia NGC 144 foi descoberta em 1886 por Frank Müller.